# Donna circo
Donna Circo è il primo e unico album solista di Gianfranca Montedoro, stampato nel 1974 dall'etichetta discografica BASF Fare ma mai distribuito.
L'album è prodotto da Roberto Marsala. I testi sono di Paola Pallottino.
Concept album ideato dall’autrice Paola Pallottino e dalla musicista-cantante Gianfranca Montedoro, nacque dall’urgenza di analizzare e raccontare problemi e contraddizioni del comune vissuto quotidiano, utilizzando la metafora dei numeri del circo attraverso dodici canzoni.
Scritte di getto, la loro valenza politica è metaforizzata dai singoli contenuti destinati a evidenziare una serie di aspetti della vita delle donne negli anni Settanta.
La prima, Donnacirco, riassume in forma poeticamente iperbolica l’esperienza della condizione femminile, la seconda A cuore aperto allude alla fatale pratica dell’aborto praticato da ‘mammane’ e ‘cucchiai d’oro’ prima della legge del 1978 mentre, A dodici metri, simboleggia l’alterno contrasto e la precarietà del rapporto di coppia.
E se La banda scioglie la tensione con l’umoristica presa d’atto dell’eterno stereotipo della condizione femminile, Gli elefanti rappresenta una sorta di ‘avanti popolo!’ che, nel fare riferimento a l’unione che fa la forza, minaccia quella possibile ribellione alla quale allude il vano tentativo di rivolta femminile ne La tigre del Bengala, con la conseguente repressione che la mano maschile tradurrà nel feroce e ormai rituale ‘femminicidio’. Che pazzi i pagliacci sottolinea lo sguardo beffardo e impietoso che le donne rivolgono a una società irrimediabilmente fallocratica. I due giocolieri riprende il tema della logorante fatica dell’equilibrio quotidiano mentre, Trenta coltelli, allude al pericolo della convivenza in mancanza d’amore, così come La cavallerizza rappresenta una riflessione sulla solitudine e sulla trappola della fissazione amorosa. Lo scontorsionista è un chiaroveggente pamphlet che anticipa la figura del socialista così come si sarebbe sviluppata in era craxiana. Infine, La grande parata, che Gianfranca Montedoro interpreterà con la struggente invenzione dei successivi strumenti musicali a levare, rappresenta la grande giostra della vita che intreccia inganni, debolezze e menzogne.

## Tracce
Lato A
1. Donna circo - 2:30
2. A cuore aperto - 2:40
3. A dodici metri - 2:33
4. Che pazzi i pagliacci - 2:26
5. I due giocolieri - 2:37
6. La cavallerizza - 3:20

Lato B
1. Trenta coltelli - 3:14
2. Gli elefanti sono tanti - 2:49
3. La tigre del Bengala - 2:38
4. Ma per fortuna al circo c'è la banda - 1:43
5. Lo scontorsionista - 2:28
6. La grande parata - 3:08

## Formazione
- Gianfranca Montedoro – voce
- Costantino Albini – chitarra acustica, chitarra a 6 corde, chitarra a 12 corde, chitarra elettrica, armonica, melodica, tabla
- Pino Santamaria – basso, chitarra elettrica
- Piercarlo Zanco – pianoforte, basso, Fender Rhodes, sintetizzatore
- Duilio Sorrenti – batteria
- Mario Garbarino – basso
- Alex Serra – tam tam